# Kimberley Le Court de Billot
Mary Patricia Kimberley Le Court de Billot (* 23. März 1996 in Curepipe) ist eine mauritische Radrennfahrerin, die im Straßenradsport und Mountainbikesport aktiv ist. Ihr Name wird in der Sportberichterstattung und in sozialen Medien meist verkürzt wiedergegeben, üblicherweise mit Kim Le Court bzw. nach dem Nachnamen ihres Ehemanns mit Kim Le Court-Pienaar.

## Sportlicher Werdegang
Le Court Pienaar stammt aus einer radsportbegeisterten Familie. Als Kleinkind erkrankte sie an Malaria und überlebte nur knapp. Im Alter von 12 Jahren begann sie mit dem Radsport. Als Juniorin vertrat sie ihre Insel mehrfach bei internationalen Wettkämpfen wie den Mountainbike-Weltmeisterschaften 2013 in Südafrika, den Olympischen Jugendspielen 2014 sowie den Straßenradsport-Weltmeisterschaften 2014. Bei den Afrika-Meisterschaften gewann sie eine Bronzemedaille im Cross-Country XCO der Juniorinnen.
In den beiden nächsten Jahren fuhr sie für das britische Team Matrix Fitness bzw. das spanische Team Bizkaia-Durango Nachwuchs-Straßenrennen in Europa, ließ aber vor allem mit dem Sieg im Straßenrennen der Afrikaspiele aufhorchen. In den Jahren danach verlegte sie ihren Lebensmittelpunkt nach Südafrika, war für dortige Mannschaften und hauptsächlich auf dem afrikanischen Kontinent aktiv. Sie war auf Straße und im Mountainbike mehrfach bei Afrika-Meisterschaften und den mauritischen Landesmeisterschaften erfolgreich; mit der mauritischen Mannschaft gewann sie mehrere Titel im Mannschaftszeitfahren bzw. der Mixed-Staffel bei den Afrika-Meisterschaften im Straßenradsport. Sie vertrat ihr Land auch bei den Commonwealth Games 2018 und 2022.
Ein sehr erfolgreiches Jahr hatte sie 2023, als sie mit dem Cape Epic und dem Swiss Epic zwei prestigeträchtige Cross-Country-Etappenrennen gewann, jeweils im Zweierteam mit Vera Looser. Bei den Mountainbike-Marathon-Weltmeisterschaften 2023 erzielte sie den 10. Platz.
Für 2024 verpflichtete sie sich bei AG Insurance-Soudal Team, einem UCI Women’s WorldTeam im Straßenradsport. Im Januar 2024 erreichte sie mit dem neunten Platz beim Great Ocean Road Race erstmals eine Top-10-Platzierung bei einem Rennen der WorldTour. Im Juli des Jahres gewann sie die Schlussetappe des Giro Donne. Bei den Eintagesrennen im Frühjahr 2025 erzielte sie wiederum eine Reihe von Top-10-Platzierungen, bevor ihr mit dem Sieg bei Lüttich–Bastogne–Lüttich ihr bislang wichtigster Erfolg gelang. Neben ihren Ergebnissen sorgte auch ihr mauritisches Meistertrikot für Aufmerksamkeit, das leicht mit dem Regenbogentrikot der Weltmeisterin zu verwechseln ist. Bei der Tour de France Femmes 2025 trug sie mehrere Tage das Gelbe Trikot und gewann die fünfte Etappe.

## Erfolge

### Straße
2015
 Afrikaspielesiegerin – Straßenrennen
2016
 Mauritische Meisterin – Straßenrennen
 Afrikameisterschaften – Straßenrennen
2017
 Afrikameisterschaften – Straßenrennen
2019
 Mauritische Meisterin – Straßenrennen
2022
 Afrikameisterschaften – Mixed-Staffel
 Afrikameisterschaften – Straßenrennen, Mannschaftszeitfahren
2023
 Afrikameisterschaften – Mannschaftszeitfahren, Mixed-Staffel
 Afrikameisterschaften – Einzelzeitfahren
2024
 Mauritische Meisterin – Straßenrennen, Einzelzeitfahren
eine Etappe Giro Donne
2025
Lüttich–Bastogne–Lüttich
eine Etappe Tour of Britain
 Mauritische Meisterin – Straßenrennen, Einzelzeitfahren
eine Etappe Tour de France Femmes

### Mountainbike
2014
 Afrikameisterschaften – Cross-Country XCO (Junioren)
2019
 Afrikaspielesiegerin – Cross-Country XCM
 Afrikaspiele – Cross-Country XCO
2022
 Mauritische Meisterin – Cross-Country XCO, XCM
 Afrikameisterschaften – Cross-Country XCO
2023
 Mauritische Meisterin – Cross-Country XCM
Cape Epic (mit Vera Looser)
Swiss Epic (mit Vera Looser)